# Gaspard-Louis-Charles Adam
Pour les articles homonymes, voir Adam (homonymie).
Gaspard-Louis-Charles Adam, né le 2 septembre 1760 à Paris et mort dans la même ville, le 7 août 1845, est un sculpteur français.

## Biographie
Gaspard-Louis-Charles Adam, né le 2 septembre 1760 à Paris, est le fils de Nicolas-Sébastien Adam et de Christine-Thérèse Lenoir, sa femme. Il est élève à l'Académie royale de peinture et de sculpture à Paris. Il expose au Salon de 1819 un buste du prince de Condé fait d'après nature (no 1207). En 1826, se trouvant sans ressource, il demande un secours au roi dans un placet qui est transmis le 6 mars de la même année, par le vicomte de La Rochefoucauld à l'administration des Beaux-Arts avec prière d'examiner l'affaire. Le comte de Clarac, conservateur des Antiques du Musée royal, consulté à ce sujet par le comte de Forbin, répond alors à ce dernier : « Celui qui sollicite la bienfaisance du Roi a au moins soixante-cinq ans. On dit que c'est un fort honnête homme et qui ne manque pas de talent comme ornemaniste et comme praticien ; il travaille depuis plusieurs années dans les ateliers de M. Romagnési, et il faut que ce qu'il gagne ne lui suffise pas pour vivre, car il a été obligé d'y ajouter une place de portier. Il me semble donc, Monsieur le comte, que M. Adam mérite qu'on l'aide à sortir d'une position aussi triste que peu convenable à son âge et à l'art qu'il exerce. »
La situation de l'artiste ne semble pas être devenue, dans la suite, beaucoup plus prospère, car, le 12 février 1837, il adresse au roi Louis-Philippe une pétition dans laquelle il réclame une pension alimentaire pour lui et sa femme. Il demeure alors au 11, rue de Sèvres. 
Jusqu'au 22 février 1844, date où son nom figure pour la dernière fois sur les registres de la Maison du roi, il reçoit, presque chaque année, un secours de 100 francs payé sur les fonds de la Liste civile.
Il meurt à Paris le 7 août 1845. 